# Intoxicación por metanol
La intoxicación por metanol es el envenenamiento por metanol. Los síntomas pueden incluir una disminución del nivel de conciencia, falta de coordinación, vómitos, dolor abdominal y un olor específico en la respiración. La disminución de la visión puede comenzar recién a las doce horas después de la exposición. Los resultados a largo plazo pueden incluir ceguera e insuficiencia renal. La intoxicación y la muerte pueden ocurrir incluso después de beber una pequeña cantidad.
El envenenamiento por metanol ocurre con mayor frecuencia después de beber el líquido del limpiaparabrisas. Esto puede ser accidental o hecho intencionalmente para intentar morir por suicidio. La intoxicación también puede ocurrir raramente a través de la exposición de la piel o la inhalación de los humos. Cuando el cuerpo descompone el metanol, se produce formaldehído, ácido fórmico y formiato, lo que causa gran parte de la toxicidad. El diagnóstico se puede sospechar cuando hay acidosis o un aumento de la brecha osmólica y se confirma midiendo directamente los niveles en sangre. Otras afecciones que pueden producir síntomas similares incluyen infecciones, exposición a otros alcoholes tóxicos, síndrome de serotonina y cetoacidosis diabética.
El tratamiento temprano aumenta la posibilidad de un buen resultado. El tratamiento consiste en estabilizar a la persona, seguido del uso de un antídoto. El antídoto preferido es el fomepizol, siendo usado el etanol si no está disponible. La hemodiálisis también se puede usar en aquellos en los que hay daño a los órganos o un alto grado de acidosis. Otros tratamientos pueden incluir bicarbonato de sodio, ácido fólico y tiamina.
Han ocurrido brotes debido a la contaminación de alcohol para consumo.  Esto es más común en el mundo en desarrollo. En 2013 ocurrieron más de 1700 casos en los Estados Unidos. Los afectados son a menudo adultos y hombres. Los resultados pueden ser buenos con el tratamiento temprano. La intoxicación por metanol se ha descrito desde 1856.

## Signos y síntomas
Los síntomas iniciales de intoxicación por metanol incluyen depresión del sistema nervioso central, dolor de cabeza, mareos, náuseas, falta de coordinación y confusión. Dosis lo suficientemente grandes causan inconsciencia y muerte. Los síntomas iniciales de la exposición al metanol suelen ser menos graves que los síntomas de la ingestión de una cantidad similar de etanol. Una vez que los síntomas iniciales han pasado, surge una segunda serie de síntomas, desde 10 hasta 30 horas después de la exposición inicial, que pueden incluir visión borrosa o pérdida completa de la visión, acidosis y hemorragias putaminales, una complicación poco común pero grave. Estos síntomas son el resultado de la acumulación de niveles tóxicos de formiato en la sangre y pueden progresar hasta la muerte por insuficiencia respiratoria. El examen físico puede mostrar taquipnea y el examen oftalmológico puede mostrar pupilas dilatadas con hiperemia del disco óptico y edema retiniano. 

## Causa
El metanol tiene una alta toxicidad en humanos. Tan poco como 10 mL de metanol puro, cuando se beben, se metabolizan en ácido fórmico, lo que puede causar ceguera permanente por destrucción del nervio óptico. 15 mL son potencialmente fatales. Aunque la dosis letal media suele ser de 100 mL (3,4 fl oz) (es decir, 1–2 mL/kg de peso corporal de metanol puro). La dosis de referencia para el metanol es de 2 mg/kg/día.
El etanol a veces se desnaturaliza (adultera) y se hace venenoso, mediante la adición de metanol. El resultado se conoce como espíritu metilado, "meths" (para los británicos) o "metho" (jerga australiana). Esto no debe confundirse con "meth", una abreviatura común para la metanfetamina y para la metadona en Gran Bretaña y los Estados Unidos. 

## Mecanismo
El metanol es tóxico por dos mecanismos. Primero, el metanol (ya sea que ingrese al cuerpo por ingestión, inhalación o absorción a través de la piel) puede ser fatal debido a sus propiedades depresoras del SNC de la misma manera que el envenenamiento por etanol.  En segundo lugar, en un proceso de toxicidad, se metaboliza a ácido fórmico (que está presente como ion formiato) a través de formaldehído en un proceso iniciado por la enzima alcohol deshidrogenasa en el hígado.  El metanol se convierte en formaldehído a través de la alcohol deshidrogenasa (ADH) y el formaldehído se convierte en ácido fórmico (formiato) a través de la aldehído deshidrogenasa (ALDH). La conversión a formiato a través de ALDH procede completamente, sin que quede formaldehído detectable. El formiato es tóxico porque inhibe la citocromo c oxidasa mitocondrial, causando hipoxia a nivel celular, y acidosis metabólica, entre una variedad de otras alteraciones metabólicas.

## Tratamiento
La intoxicación por metanol se puede tratar con fomepizol o, si no está disponible, etanol. Ambos fármacos actúan reduciendo la acción de la alcohol deshidrogenasa sobre el metanol mediante una inhibición competitiva. El etanol, el ingrediente activo en las bebidas alcohólicas, actúa como un inhibidor competitivo al unirse y saturar más eficazmente la enzima alcohol deshidrogenasa en el hígado, bloqueando así la unión del metanol. El metanol se excreta por los riñones sin convertirse en los metabolitos muy tóxicos formaldehído y ácido fórmico.  La alcohol deshidrogenasa, en su lugar convierte enzimáticamente el etanol en acetaldehído, una molécula orgánica mucho menos tóxica. El tratamiento adicional puede incluir bicarbonato de sodio para la acidosis metabólica y hemodiálisis o hemodiafiltración para eliminar el metanol y el formiato de la sangre. También se administra ácido folínico o ácido fólico para mejorar el metabolismo del formiato.

## Historia
Hay casos de resistencia al metanol, como el de Mike Malloy, a quien alguien intentó envenenar con metanol a principios de los años treinta.
En diciembre de 2016, al menos 75 personas en Irkutsk, Rusia, murieron por envenenamiento con metanol después de ingerir una loción corporal falsificada que era principalmente metanol en lugar de etanol como se indicaba. La loción corporal, antes del evento, había sido utilizada como un sustituto barato del vodka por parte de las personas empobrecidas de la región a pesar de las advertencias en las botellas de que la loción no era segura para ser bebida y de los problemas de larga data de intoxicación por alcohol en todo el país.